# Alfred Guldbrandzen
Alfred Guldbrandzen, född den 14 juni 1881 i Eda, död den 3 januari 1969 i Söderköping, var en svensk präst och hembygdsrörelseledare. Han var farbror till biskop Tony Guldbrandzén.
Guldbrandzen prästvigdes 1917 i Luleå stift för "verksamhet inom hednavärlden och bland svenska sjömän". Som sådan verkade han bland annat vid EFS' sjömansmission i Australien 1921. Efter en studie- och predikoresa i USA 1925-1926 återvände Guldbrandzen till Sverige och blev sistnämnda år vice komminister i Dorotea församling samt påföljande år ordinarie dito, en tjänst han innehade till 1952. Han var ledamot av kyrkofullmäktige från 1935 och av kyrkorådet från 1936.
Efter den så kallade Ormsjöolyckan 1936 var Guldbrandzen initiativtagare till upprättandet av ett kapell på olycksorten, vilken invigdes 1944 av dåvarande biskopen i Luleå, Bengt Jonzon.
Vid sidan om sin prästgärning grundade Guldbrandzen den 6 juli 1933 Dorotea Fornminnes och Hembygdsgille som sedermera blev till Dorotea Hembygdsförening.